# Фельтгайм (Нижня Саксонія)
Фельтгайм (нім. Veltheim) — громада в Німеччині, розташована в землі Нижня Саксонія. Входить до складу району Вольфенбюттель. Складова частина об'єднання громад Зікте.
Площа — 8,44 км2. Населення становить 1005 ос. (станом на 31 грудня 2021).